# Апт (округ)
Апт (фр. Apt) — округ (фр. Arrondissement) в департаменте Воклюз, регион Прованс — Альпы — Лазурный Берег (Франция), супрефектура — Апт.
Население округа на 2006 год составляло 122 974 человек. Плотность населения составляет 89 чел./км². Площадь округа составляет всего 1377 км².